# Diversidad sexual en África
En África hay gran variedad con respecto a las leyes que tratan de la homosexualidad, según las diferentes constituciones y criterios sociales y religiosos. La situación real es bastante desfavorable para el colectivo LGBT en la mayor parte del territorio africano, encontrándose una numerosa cantidad de países que criminalizan los actos homosexuales, en mayor grado que cualquier otro continente. La existencia cultural de la homosexualidad a menudo es rechazada y estigmatizada en los países africanos, considerándola un "vicio" introducido por los occidentales durante el período de la colonización. El reconocimiento a parejas homosexuales se encuentra únicamente regulado en Sudáfrica y en los territorios dependientes de países europeos.
Situación legal de las uniones entre personas del mismo sexo en África
Actividad LGBT legal
```
Matrimonio igualitario
Reconocimiento limitado (derechos de residencia en el extranjero)
Sin reconocimiento
```

Actividad LGBT ilegal
```
Pena de prisión de iure, no aplicada de facto
Pena de prisión
Pena de muerte de iure, no aplicada de facto
Pena de muerte
```

verdiscusióneditar
En África hay gran variedad con respecto a las leyes que tratan de la homosexualidad, según las diferentes constituciones y criterios sociales y religiosos. La situación real es bastante desfavorable para el colectivo LGBT en la mayor parte del territorio africano, encontrándose una numerosa cantidad de países que criminalizan los actos homosexuales, en mayor grado que cualquier otro continente.[1] La existencia cultural de la homosexualidad a menudo es rechazada y estigmatizada en los países africanos, considerándola un "vicio" introducido por los occidentales durante el período de la colonización. El reconocimiento a parejas homosexuales se encuentra únicamente regulado en Sudáfrica y en los territorios dependientes de países europeos.

## Historia
Aunque los testimonios de relaciones homosexuales en las culturas africanas a menudo fueron ignorados u omitidos por exploradores y colonos, la expresión homosexual entre los nativos de África ha estado presente y adoptado variedad de formas a lo largo de la historia. Los antropólogos Stephen Murray y Will Roscoe han documentado que las mujeres de Lesoto participaban en "relaciones eróticas a largo plazo socialmente aceptadas", que recibían el nombre de motsoalle. E. E. Evans-Pritchard también documentó que los guerreros varones Azande del norte del Congo habitualmente tomaban jóvenes varones de entre 10-20 años como amantes, que les ayudaban en sus tareas domésticas y con los que practicaban sexo intercrural. La práctica desapareció en las primeras décadas del siglo XX, después de que los europeos asumieran el control colonial, pero Evans-Pritchard todavía recogió algunos testimonios de esta práctica de varios ancianos a los que entrevistó.
La primera pareja homosexual registrada en la Historia es africana. Se trata de Khnumhotep y Niankhkhnum, una pareja de varones egipcios que vivieron hacia el 2400 a. C. La pareja es representada uniendo sus narices, el gesto más íntimo representado en el arte egipcio, rodeados por los que parecen ser sus herederos.

## Situación legal actual

Castigo por relaciones sexuales entre hombres en África

Legalidad del Matrimonio homosexual en África

Legalidad de las relaciones sexuales entre hombres en África

Legalidad de las relaciones sexuales entre mujeres en África

La legislación en la región en torno a los derechos de las lesbianas, gais, bisexuales y transexuales es la más limitada en comparación a otros continentes, habiendo una numerosa cantidad de países que criminalizan la homosexualidad, sumado a la ausencia de leyes que protejan a las minorías sexuales de discriminaciones y delitos de odio basados en la orientación sexual e identidad de género. No obstante, doce países africanos desde su formación como estados soberanos nunca han criminalizado los actos homosexuales entre adultos, por mutuo consentimiento y dentro del ámbito privado, estos son: Benín, Costa de Marfil, Guinea Ecuatorial, Madagascar, Malí, Níger, República Centroafricana, República del Congo, República Democrática del Congo, Ruanda y Yibuti. Además, otros once países han revocado leyes que criminalizaban la homosexualidad: Angola, Cabo Verde, Gabón, Guinea-Bisáu, Lesoto, Mozambique, Santo Tomé y Príncipe, Seychelles, Botsuana, Namibia y Sudáfrica. Esto supone que solo en 22 de los 55 estados africanos la homosexualidad es legal.
En términos internacionales, pese a la apertura ocurrida principalmente desde finales del siglo XX en materia de derechos humanos hacia las minorías sexuales, ha habido una fuerte oposición a otorgarle mayores derechos por parte de sectores políticos y religiosos influyentes de África. Diez países africanos son firmantes de la Declaración sobre orientación sexual e identidad de género de las Naciones Unidas desde que fue presentada en 2008. 

### En África del norte
La homosexualidad está penalizada con severidad en la mayoría de los países de África del norte: Argelia, Chad, Eritrea, Etiopía, Libia, Marruecos, Sáhara Occidental, Somalia y Túnez. En Mauritania se castiga con la pena de muerte. Egipto es un caso aparte, ya que la homosexualidad no es ilegal en teoría, si bien está muy reprimida en la práctica y los homosexuales son perseguidos con otras acusaciones como "desprecio al islam", por ejemplo.
En Canarias, Ceuta, Madeira y Melilla, al ser territorios de naciones occidentales (España y Portugal), los homosexuales gozan de los mismos derechos que cualquier otra persona.

### Al sur del Sahara
En los países al sur del Sahara es ilegal en Camerún, Gambia, Ghana, Guinea, Liberia, Senegal, Sierra Leona y Togo. En Nigeria incluso se castiga con la pena de muerte. En oriente es ilegal en Burundi, Comoras, Kenia, Sudán del Sur, Tanzania, y Uganda —en este último la pena es cadena perpetua para los adultos y pena capital para los pederastas homosexuales. En cuanto a África del Sur, es ilegal en Malaui, Suazilandia, Zambia y Zimbabue. 
En los territorios donde es legal, lo es básicamente porque no existen leyes que la regulen, sí existe sin embargo una fuerte homofobia entre la población y la clase política e intenciones de sacar adelante proyectos de ley para criminalizarla.[cita requerida] Sí es legal en los pequeños territorios dependientes de Francia y el Reino Unido, en los que se aplican las leyes de cada uno. En Mozambique fue aprobado en 2015 el nuevo código penal que eliminó toda sanción hacia los actos homosexuales. Seychelles aprobó en 2016 la derogación de la sección que criminalizaba la homosexualidad.

### Reconocimiento de parejas del mismo sexo
Sudáfrica es el único estado africano que ha adoptado la ley de matrimonio entre personas del mismo sexo gracias a la recomendación de la Corte Suprema de Justicia. Ningún otro estado del continente (exceptuando países europeos transcontinentales) posee o reconoce legislación relativa a las uniones civiles. Sí es legal el matrimonio, sin embargo, en todas los territorios de países europeos en África: Canarias, Ceuta y Melilla de España; Madeira de Portugal; Reunión y Mayotte de Francia; Santa Elena, Ascensión y Tristán de Acuña del Reino Unido.